# Giovanni Luzzi
Giovanni Luzzi (Tschlin, 8 marzo 1856 – Poschiavo, 25 gennaio 1948) è stato un pastore protestante e teologo svizzero.

## Biografia
La famiglia Luzzi ha le sue radici a Tschlin, villaggio della bassa Engadina nel Canton Grigioni, dove Giovanni nasce l'8 marzo 1856 da Jon Lüzi e Uorschla Scharplaz. Nel 1857, in seguito a un incendio che distrusse il villaggio, i genitori emigrano in Italia e si stabiliscono a Lucca, dove il padre apre un caffè e poi una drogheria.
Dal 1874 al 1877 (nel frattempo gli erano morti la madre nel 1873 e il padre nel 1876) frequenta come unico studente di fede evangelica il Liceo Machiavelli e, dopo aver ottenuto la licenza, si trasferisce a Firenze, dove nel 1880 diventa collaboratore dell'Asilo Professionale Evangelico.
Nel 1880-1881 si reca per un anno di studio in Scozia, dove incontra quella che diventerà sua moglie, Eva Henderson.
Al suo rientro è nominato pastore della Comunità valdese di Firenze. Durante il periodo del suo ministero pastorale si occupa di diverse iniziative a carattere sociale, come l'istituzione della “Cucina economica”, una scuola popolare. Con suo cognato, Thomas Henderson, fonda il “Dispensario medico”, un ambulatorio e centro di consulenza per classi meno privilegiate di Firenze.
Nel 1902 viene chiamato ad insegnare alla cattedra di Teologia sistematica della Facoltà valdese di teologia,  allora nel Palazzo Salviati di via Serragli a Firenze.
Nel 1906 comincia la sua attività principale, quella di traduttore della Bibbia. A tale scopo il 27 aprile 1909 fonda la società editrice "Fides et Amor".
Nel 1923 ritorna nei suoi natii Grigioni come pastore della Chiesa evangelica riformata di Poschiavo, ministero che continua fino al suo pensionamento nel 1930.
Nel 1924 pubblica la Versione riveduta della Bibbia di Giovanni Diodati. Nel 1930 termina la propria traduzione completa della Bibbia in 12 volumi.
Passa gli ultimi anni a Poschiavo, dove muore il 25 gennaio 1948 ed è sepolto.
Giovanni Luzzi può essere considerato uno dei più importanti teologi riformati di lingua italiana del XX secolo. È soprattutto la sua traduzione e revisione della Bibbia, per quanto si distanzi dalle traduzioni bibliche italiane tradizionali, a renderlo particolarmente significativo.

## Opere
- La Bibbia tradotta dai testi originali e annotata da Giovanni Luzzi, I: La Bibbia (sua storia e storia d'Israel); II: La Legge (Torah) o il Pentateuco; III-V: I profeti (Nebiim); VI-IX: Gli agiografi (Ketubim); X: Apocrifi dell'Antico Testamento; XI-XII: Nuovo Testamento, Firenze, Sansoni (poi Fides et Amor), 1921-30.